# José Ferreras
José Ferreras Toro (Alcañices, mediados del s. XIX-Madrid, 21 de enero de 1904) fue un periodista, político y abogado español, diputado y senador en las Cortes de la Restauración.

## Biografía
Nació en la localidad zamorana de Alcañices a mediados del siglo XIX.
Fue redactor de El Contemporáneo, La Política, El Debate y Los Debates de Albareda y El Boletín Oficial del Ayuntamiento de Madrid (1869-1870). Dirigió El Gobierno (1874) y fue fundador y director del diario El Correo. También colaboró en la Revista de España y el Diario de Barcelona, entre otras publicaciones. De ideología liberal, fue gobernador civil de Salamanca y director general de Obras Públicas (1883), diputado a Cortes y senador. Fue miembro de la Asociación de la Prensa de Madrid desde 1895.
Falleció en Madrid el 21 de enero de 1904.